# Diparopsis watersi
Diparopsis watersi är en fjärilsart som beskrevs av Rothschild 1901. Diparopsis watersi ingår i släktet Diparopsis och familjen nattflyn. Inga underarter finns listade i Catalogue of Life.